# Siltzheim
Siltzheim település Franciaországban, Bas-Rhin megyében. Lakosainak száma 615 fő (2022. január 1.). Siltzheim Hambach, Neufgrange, Wittring, Zetting és Herbitzheim községekkel határos.

## Népesség
A település népessége az elmúlt években az alábbi módon változott:
| Lakosok száma | 643  | 654  | 663  | 636  | 626  | 623  | 619  | 620  | 615  |
|               | 2013 | 2015 | 2016 | 2017 | 2018 | 2019 | 2020 | 2021 | 2022 |